# Эрдем, Али Наили
Али Наили Эрдем (тур. Ali Naili Erdem, род. 17 февраля 1927, Кемальпаша, Измир) — турецкий юрист, писатель, поэт и политик, занимавший ряд постов в 1960-70-х годах. С 1960 по 1980 годы был членом партии Справедливости.

## Биография
Родился 17 февраля 1927 города в городе Кемальпаша. Начальное и среднее образование получил в Измире, после этого в 1951 году получил степень в области юриспруденции в Анкарском университете.
После окончания университета до 1961 года работал юристом в родном городе, также принимал участие в работе измирского отделения Демократической партии. Впоследствии вступил в партию Справедливости и в 1961 году был от неё избран членом Великого национального собрания от Измира. Впоследствии переизбирался до 1980 года. В 1962-64 годах занимал должность заместителя руководителя парламентской группы партии Справедливости.
В 1964 году был назначен министром промышленности, в 1965 году — министром труда. Занимал этот пост до 1968 года. В 1973-74 годах вновь занимал пост министра труда.
В 1975-77 годах занимал пост министра образования.
Эрдем входил во внутренний круг Сулеймана Демиреля, также он был близок с лидером партии Националистического движения Алпарсланом Тюркешем. В период нахождения Эрдема на посту министра образования сторонники Тюркеша были приняты на работу в министерство.
После государственного переворота 1980 года был арестован. В день государственного переворота находился в Париже, но был арестован после возвращения в Турцию 18 сентября в аэропорту Чигли и отправлен в Анкару. В заключении находился в Зинджирбозане. После освобождения не занимался политикой.
С 1952 году публиковал поэмы и статьи в различных изданиях. В 1967—1989 годах писал для «Tercüman». Автор 2 книг стихов. В 2004 году издал книгу мемуаров «Siyasetin Yollarında».